# Proporus venosus
Proporus venosus är en plattmaskart som först beskrevs av Schmidt 1852.  Proporus venosus ingår i släktet Proporus och familjen Proporidae. Inga underarter finns listade i Catalogue of Life.